# 3861 Лоренц
3861 Лоренц (3861 Lorenz) — астероїд головного поясу, відкритий 30 березня 1910 року.
Тіссеранів параметр щодо Юпітера — 3,407.